# Přebor Středočeského kraje 2023/2024
Přebor Středočeského kraje (jednu ze skupin 5. fotbalové ligy) hrálo v sezóně 2023/2024 16 klubů. Vítězem se stalo mužstvo TJ Ligmet Milín.

## Systém soutěže
Kluby se střetly v soutěži každý s každým dvoukolovým systémem podzim–jaro, hrály tedy 30 kol. Dva nejvýše postavené týmy v tabulce mají právo na postup do Divize.

## Nové týmy v sezoně 2022/23
- Z Divize A sestoupilo mužstvo SK Tochovice.
- Z Divize B sestoupilo mužstvo TJ Sokol Libiš.
- Z I. A třídy postoupila mužstva SK Chlumec (vítěz skupiny A), TJ Ligmet Milín (2. místo ve skupině A) a SK Posázavan Poříčí nad Sázavou (vítěz skupiny B).

## Výsledná tabulka
| Poř. | Tým                             | Z  | V  | R | P  | VG | OG | B  |
| ---- | ------------------------------- | -- | -- | - | -- | -- | -- | -- |
| 1.   | TJ Ligmet Milín                 | 30 | 26 | 1 | 3  | 95 | 25 | 79 |
| 2.   | SK Poříčany                     | 30 | 20 | 4 | 6  | 62 | 36 | 64 |
| 3.   | FC Velim                        | 30 | 16 | 6 | 8  | 58 | 40 | 54 |
| 4.   | SK Posázavan Poříčí nad Sázavou | 30 | 15 | 8 | 7  | 72 | 50 | 53 |
| 5.   | SK Sokoleč                      | 30 | 16 | 5 | 9  | 66 | 57 | 53 |
| 6.   | AFK Tuchlovice                  | 30 | 14 | 6 | 10 | 61 | 40 | 48 |
| 7.   | SK Chlumec                      | 30 | 14 | 4 | 12 | 58 | 55 | 46 |
| 8.   | SK Tochovice                    | 30 | 13 | 3 | 14 | 61 | 51 | 42 |
| 9.   | SK Doksy                        | 30 | 12 | 5 | 13 | 38 | 53 | 41 |
| 10.  | TJ Tatran Sedlčany              | 30 | 11 | 5 | 14 | 62 | 69 | 38 |
| 11.  | TJ Sokol Libiš                  | 30 | 11 | 4 | 15 | 60 | 73 | 37 |
| 12.  | Povltavská fotbalová akademie B | 30 | 9  | 6 | 15 | 45 | 63 | 33 |
| 13.  | MFK Dobříš                      | 30 | 8  | 5 | 17 | 50 | 60 | 29 |
| 14.  | Mnichovohradišťský SK           | 30 | 6  | 5 | 19 | 36 | 72 | 23 |
| 15.  | SK Sparta Kutná Hora            | 30 | 6  | 4 | 20 | 42 | 78 | 22 |
| 16.  | Spartak Průhonice               | 30 | 5  | 5 | 20 | 47 | 91 | 20 |

- Klub SK Poříčany se postupu vzdal.[2][1]
- Klub FC Velim se postupu mimo pořadí rovněž vzdal.[1]
- Klub SK Sokoleč odstoupil do I. A třídy.

Poznámky:
- Z = Odehrané zápasy; V = Vítězství; R = Remízy; P = Prohry; VG = Vstřelené góly; OG = Obdržené góly; B = Body

|  | Postup do příslušné Divize (A, B nebo C) |
|  | Sestup do příslušné I. A třídy           |